# 小行星1525
小行星1525（1525 Savonlinna）是一颗围绕太阳公转的小行星。1939年9月18日，爾約·維薩拉在图尔库发现了此天体。
該小行星以芬蘭的城市薩翁林納命名。
这颗小行星的绝对星等为64.5324759859362等。